# باس (مضيق)

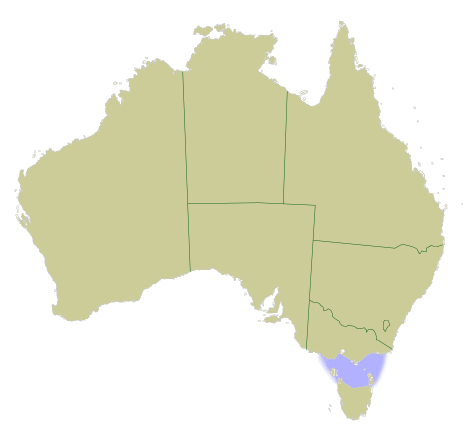
مضيق باس (باللون البنفسجي) الذي يفصل بين القارة الأسترالية وتاسمانيا

مضيق باس، مضيق يصل بين بحر تاسمانيا شرقًا، والمحيط الهندي غربًا، ويفصل بين جزيرة تاسمانيا جنوبًا وأستراليا شمالًا.
أطلق على المضيق اسم باس نسبة إلى البحار البريطاني جورج باس الذي مر عبر المضيق سنة 1798، مبرهنًا على انفصال تاسمانيا عن أستراليا. يقدر طول المضيق بـ 290 كم وعرضه بمعدل 225 كم

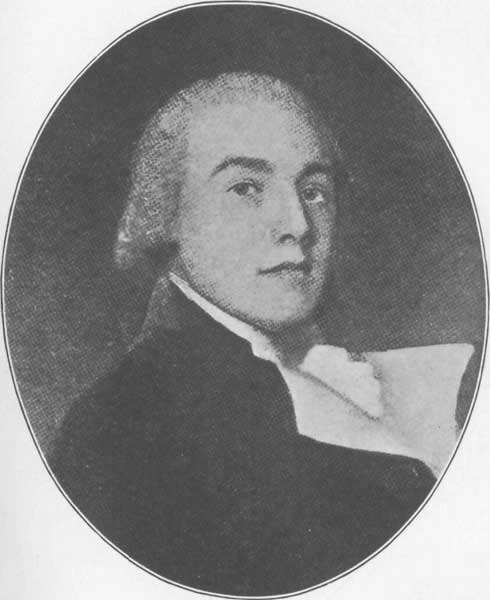
جورج باس، بحار، مستكشف وجراح في البحرية الملكية البريطانية، أطلق على المضيق اسم باس نسبة إليه